# 5619 Shair
5619 Shair (1990 HC1) là một tiểu hành tinh vành đai chính được phát hiện ngày 26 tháng 4 năm 1990 bởi E. F. Helin ở Palomar.